# All Star Racing
All Star Racing est un jeu vidéo de course, développé par Mud Duck Productions et Kung Fu Games, publié en 2002. Il a pour suite All Star Racing 2.

## Système de jeu
All Star Racing comprend quatre modes de course dont Grand tourisme, Anciens véhicules et Stock-car,. Le jeu comprend 12 véhicules parmi lesquels la Pina 238, Fenzo 500, et la Manelli 748. Il comprend également 12 pistes de courses.

## Accueil
- Gamekult : 2/10[4]